# Premiul Otto cel Mare
Premiul Otto cel Mare (în germană Kaiser-Otto-Preis) al orașului Magdeburg este acordat de Kulturstiftung Kaiser Otto (Fundația Culturală Kaiser Otto) personalităților „cu merite în procesul de unificare europeană, în special în ceea ce privește Europa Centrală, de Est și de Sud-Est”. Numele amintește de meritele împăratului Otto cel Mare. Premiul a fost acordat pentru prima dată în anul 2005, cu ocazia aniversării a 1200 de ani a orașului. El este decernat din doi în doi ani, în cadrul unei festivități în Domul din Magdeburg, locul mormântului împăratului Otto I. Laureații primesc o diplomă și o medalie de bronz. Medalia reprezintă pe avers pe laureatul premiului, iar pe revers sigiliul lui Otto I și inscripția „Kaiser-Otto-Preis der Stadt Magdeburg”.

## Laureați
- 2005: Richard von Weizsäcker
- 2007: Vaira Vīķe-Freiberga
- 2009: Władysław Bartoszewski
- 2011: Angela Merkel
- 2013: Egon Bahr⁠(de)[traduceți]
- 2015: Organizația pentru Securitate și Cooperare în Europa
- 2017: Federica Mogherini
- 2020: Klaus Iohannis[2][3][4]